# Klaus Neubauer
Klaus Neubauer (* 18. Dezember 1944 in Chemnitz) ist ein deutscher Maler und Grafiker.

## Leben
Klaus Neubauer besuchte nach Abschluss der Polytechnischen Oberschule in Chemnitz (dem damaligen Karl-Marx-Stadt) von 1961 bis 1963 die Arbeiter-und-Bauern-Fakultät in Dresden und machte dort das künstlerisch-fachgerichtete Abitur. 1963 bis 1964 absolvierte er in Chemnitz eine Ausbildung zum Dekorationsmaler. 1964 bis 1969 studierte er an der Hochschule für Bildende Künste Dresden. Sein Diplom machte er in der Fachrichtung Wandmalerei bei Alfred Hesse. Seit 1969 arbeitet Neubauer freischaffend als Maler und Grafiker in Chemnitz. Seine Arbeitsschwerpunkte sind Druckgrafik, Tafelmalerei, baugebundene Kunst, keramisches Relief und Plastik sowie Gefäßkeramik.

## Mitgliedschaften
- 1972–1990: Verband Bildender Künstler der DDR
- Seit 1990: Chemnitzer Künstlerbund e.V.; Sächsischer Künstlerbund; Bundesverbandes der Künstlerinnen und Künstler

## Fotografische Darstellung Neubauers
- Christine Stephan-Brosch: Porträt Klaus Neubauer (1973–1976)[1]

## Werke (Auswahl)

### Baugebundene Kunst im öffentlichen Raum (Auswahl)
- 1969: Chemnitz. Wandbild im Treppenaufgang des Hauptgebäudes der Technischen Universität, 1969 (Diplomarbeit Neubauers)[2]
- 1994/1995: Chemnitz, künstlerische Gestaltung des Klinikums Chemnitz[3]
- 1997 Annaberg, Tafelbilder und Lichthofgestaltung des Erzgebirgskrankenhaus Annaberg[4]
- 2000: Chemnitz, Wandbild im Bewegungsbad des Klinikums Chemnitz[4]

## Ausstellungen (unvollständig)

### Einzelausstellungen seit der deutschen Wiedervereinigung
- 1990: Traben-Trarbach, Brückentorgalerie
- 1991: Bad Windsheim, Residenzgalerie
- 1994: Chemnitz, Schauspielhaus
- 1996: Hohenstein-Ernstthal, Kleine Galerie
- 1999: Chemnitz, Galerie Laterne
- 2001: Rochlitz, Kleine Galerie im Krankenhaus Rochlitz
- 2002: Annaberg, Galerie „Erzhammer“
- 2004: Schauspielhaus Chemnitz
- 2005: Limbach-Oberfrohna, Galerie „Unten“
- 2007: Chemnitz, Regierungspräsidium
- 2011: Mulhouse (Frankreich), Galerie Cour-des-Chaines

### Ausstellungsbeteiligungen in der DDR
- 1971: Berlin, Altes Museum („Das Antlitz der Arbeiterklasse in der bildenden Kunst der DDR“)
- 1972/1973: Dresden, VII. Kunstausstellung der DDR
- 1974, 1979 und 1985: Karl-Marx-Stadt, Bezirkskunstausstellungen
- 1974: Berlin („Junge Künstler der DDR“)
- 1976: Berlin, Altes Museum („Neuerdings Karl-Marx-Stadt“)
- 1976: Karl-Marx-Stadt, Städtische Museen („Jugend und Jugendobjekte im Sozialismus“)
- 1977 und 1983: Leipzig, Messehaus am Markt („Kunst und Sport“)
- 1978 und 1980: Frankfurt/Oder, Galerie Junge Kunst bzw. Sport- und Ausstellungszentrum („Junge Künstler der DDR“)
- 1984/1985 Karl-Marx-Stadt, Städtisches Museum am Theaterplatz („Retrospektive 1945–1984. Bildende Kunst im Bezirk Karl-Marx-Stadt“)